# Jason Williams (Eishockeyspieler)
Jason Williams (* 11. August 1980 in London, Ontario) ist ein ehemaliger kanadischer Eishockeyspieler und derzeitiger -trainer, der im Verlauf seiner aktiven Karriere zwischen 1996 und 2017 unter anderem 482 Spiele für die Detroit Red Wings, Chicago Blackhawks, Atlanta Thrashers,  Columbus Blue Jackets, Dallas Stars und Pittsburgh Penguins in der National Hockey League auf der Position des rechten Flügelstürmers bestritten hat. Seinen größten Karriereerfolg feierte Williams in Diensten der Detroit Red Wings mit dem Gewinn des Stanley Cups im Jahr 2002.

## Karriere
Jason Williams begann seine Karriere 1996 in der kanadischen Juniorenliga Ontario Hockey League bei den Peterborough Petes. In den ersten zwei Jahren stach er noch nicht besonders hervor. Erst in der Saison 1998/99 konnte er auf sich aufmerksam machen und erzielte insgesamt 74 Punkte. In der Saison darauf war er nur einen Punkt schlechter und gewann die Plus/Minus-Wertung, wurde aber nicht gedraftet, weshalb ihn die Detroit Red Wings im September 2000 als Free Agent unter Vertrag nahmen.
Bis 2003 spielte er hauptsächlich bei den Cincinnati Mighty Ducks und den Grand Rapids Griffins in der unterklassigen American Hockey League und kam nur für die Red Wings zum Einsatz, wenn sich ein Spieler verletzte. Immerhin spielte er 25 Spiele der Regulären Saison und neun Spiele in den Playoffs der Saison 2001/02, als die Red Wings den Stanley Cup gewannen. In der Saison 2003/04 kam er häufiger zum Einsatz, wurde aber durch einige Verletzungen gebremst. Während des Lockout in der NHL-Saison 2004/05 und der damit verbundenen Absage der NHL-Saison spielte Williams in der finnischen SM-liiga für Porin Ässät. Nach dem Lockout spielte er fast die komplette Saison 2005/06 für die Red Wings und fehlte nur zwei Spiele wegen einer leichten Verletzung und erzielte mit 58 Punkten eine persönliche Bestleistung. Im Sommer unterschrieb er bei den Red Wings einen neuen Vertrag über zwei Jahre. Im November 2006 wurde Jason Williams durch Raffi Torres von den Edmonton Oilers umgecheckt und stürzte mit dem Kopf auf das Eis. Williams musste mit einer Trage aus dem Eisstadion transportiert werden und fehlte für drei Spiele wegen einer Gesichtsverletzung und einer schweren Gehirnerschütterung. Danach konnte er wieder regelmäßig spielen, war aber nicht in der Lage an die guten Leistungen der Vorsaison anzuknüpfen.
Am 26. Februar 2007 wurde er für Kyle Calder zu den Chicago Blackhawks transferiert. In der Saison 2007/08 konnte er mit 36 Scorerpunkten in 43 Spielen wieder an seine guten Leistungen heranreichen, fehlte aber fast die Hälfte der Spielzeit verletzungsbedingt im Kader von Chicago. Im Sommer 2008 erhielt er keinen neuen Vertrag von den Blackhawks und wechselte zu den Atlanta Thrashers. Diese schickten ihn nach nur einem halben Jahr im Rahmen eines Transfergeschäftes zu den Columbus Blue Jackets. Die Saison 2009/10 verbrachte Williams bei den Detroit Red Wings, für die er 47 Spiele absolvierte und 15 Punkte erzielte. Nach Ablauf seines Vertrags war er zunächst vereinslos, ehe Williams im Dezember 2010 zu einem Try-Out bei den Connecticut Whale in der AHL eingeladen wurde. Im Februar 2011 wurde er von den Dallas Stars mit einem Vertrag bis zum Saisonende ausgestattet. Nach Ablauf seines Kontrakts mit den Stars wurde der Stürmer am 26. Juli 2011 von den Pittsburgh Penguins mit einem Zweiwegevertrag verpflichtet.
Da Williams auch für die folgende Spielzeit wenig Aussicht auf mehr Einsatzzeiten in der NHL sah, wechselte er nach Europa und unterschrieb einen Vertrag über zwei Jahre beim HC Ambrì-Piotta, einem Verein aus der höchsten Schweizer Eishockeyliga.
In der Saison 2012/13 konnte er für seinen Verein in 50 Spielen (Saison und Play-puts) insgesamt 48 Punkte (26 Tore, 22 Assists) erzielen und wurde damit der beste Torschütze dieser Saison in der Liga. In der folgenden Spielzeit konnte Williams – auch aufgrund einer Verletzung – nicht mehr an diese Erfolge anknüpfen (8 Tore, 10 Assists in 32 Spielen) und sein Vertrag in Ambri wurde nicht mehr verlängert. Obwohl ihm Angebote von anderen Vereinen der Schweizer Liga vorlagen, wechselte für die Saison 2014/15 wieder nach Nordamerika und unterschrieb einen Vertrag bei den Oklahoma City Barons, dem damaligen AHL-Farmteam der Edmonton Oilers. Auch wenn es nicht mehr zum erhofften nochmaligen NHL-Einsatz kam, konnte er mit 53 Punkten (21 Tore, 23 Assists) wieder eine solide Saison spielen und wurde für die Saison 2015/16 von den Kölner Haien aus der Deutschen Eishockey Liga verpflichtet.
Doch bereits in der Saisonvorbereitung verletzte sich Williams in einem Testspiel gegen die SCL Tigers am Rücken und konnte das erste Saisonspiel für seinen neuen Verein erst im November 2015 bestreiten. Auch im weiteren Saisonverlauf hatte er gesundheitliche Probleme und kam insgesamt nur auf 9 Einsätze (3 Assists), so dass sein auslaufender Vertrag von den Haien zum Ende der Spielzeit nicht verlängert wurde. Ende Oktober 2016 erhielt er einen Kurzzeitvertrag vom Südtiroler Verein Ritten Sport. Williams war entscheidend an Rittens Einzug ins Endturnier des IIHF Continental Cups beteiligt, indem er in drei Einsätzen drei Treffer erzielte sowie drei Vorlagen gab. Darüber hinaus schoss er in zwei Spielen in der Alps Hockey League drei Tore und verbuchte einen Assist. Anfang Dezember 2016 wurde er von den Nottingham Panthers aus der britischen Elite Ice Hockey League unter Vertrag genommen. Diesen Vertrag verlängerte er trotz neuem Angebot nicht und beendete seine Spielerkarriere. Seitdem ist er als Co-Trainer bei den Komoka Kings aus der Greater Ontario Junior Hockey League aktiv.

## Erfolge und Auszeichnungen
| - 2000 OHL Plus/Minus-Award - 2000 OHL Third All-Star Team - 2002 Teilnahme am AHL All-Star Classic - 2002 Stanley-Cup-Gewinn mit den Detroit Red Wings | - 2012 Spengler-Cup-Gewinn mit dem Team Canada - 2013 Bester Torschütze der NLA-Hauptrunde - 2017 IIHF-Continental-Cup-Gewinn mit den Nottingham Panthers |

## Karrierestatistik

### International
Vertrat Kanada bei:
- Weltmeisterschaft 2006

(Legende zur Spielerstatistik: Sp oder GP = absolvierte Spiele; T oder G = erzielte Tore; V oder A = erzielte Assists; Pkt oder Pts = erzielte Scorerpunkte; SM oder PIM = erhaltene Strafminuten; +/− = Plus/Minus-Bilanz; PP = erzielte Überzahltore; SH = erzielte Unterzahltore; GW = erzielte Siegtore; 1 Play-downs/Relegation; Kursiv: Statistik nicht vollständig)